# Gouverneurswahlen in den Vereinigten Staaten 1989

New Jersey (hellblau) fiel an die Demokratische Partei, die auch weiterhin den Gouverneur von Virginia (dunkelblau) stellte.

Die Gouverneurswahlen in den Vereinigten Staaten 1989 fanden am 7. November 1989 statt. Gewählt wurde in den Bundesstaaten New Jersey und Virginia. In beiden Fällen war das Amt des Gouverneurs aufgrund der jeweiligen Amtszeitbeschränkung neu zu besetzen.

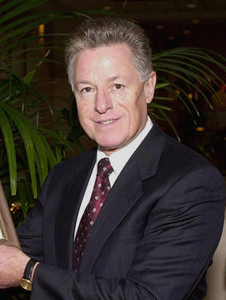
James Florio wurde neuer Gouverneur von New Jersey.

In New Jersey genoss der republikanische Gouverneur Thomas Kean große Popularität, konnte aber nach acht Jahren kein weiteres Mal kandidieren. Seine Partei nominierte Jim Courter, Mitglied des Repräsentantenhauses der Vereinigten Staaten seit 1979. Sein Gegenkandidat war James Florio, der acht Jahre zuvor äußerst knapp gegen Kean verloren hatte. Diesmal errang der Demokrat einen überaus deutlichen Sieg mit 61,2 Prozent der Stimmen; Courter kam lediglich auf 37,2 Prozent. Unter den vier übrigen Bewerbern kleinerer Parteien erzielte Dan Karlan von der Libertarian Party mit 0,53 Prozent das beste Ergebnis.
In Virginia, wo für die Gouverneure eine Amtszeitbeschränkung von vier Jahren gilt, konnte der demokratische Amtsinhaber Gerald L. Baliles demzufolge nicht wieder kandidieren. Die Demokraten stellten nun den bisherigen Vizegouverneur Douglas Wilder auf, den ersten Afroamerikaner in der Geschichte Virginias, der in ein staatsweites Amt gewählt worden war. Er traf auf den Republikaner Marshall Coleman, von 1978 bis 1982 Attorney General von Virginia und 1981 gegen Chuck Robb als Gouverneurskandidat unterlegen. Wilder gewann die Wahl mit 50,19 Prozent und somit einem überaus knappen Vorsprung vor Marshall, der 49,81 Prozent erreichte. Der Republikaner beantragte eine Nachzählung, die am Ergebnis aber nichts änderte, womit Douglas Wilder der erste gewählte afroamerikanische Gouverneur eines US-Bundesstaates wurde. Der erste afroamerikanische Gouverneur überhaupt, P.B.S. Pinchback aus Louisiana, war als Präsident des Staatssenats nach dem Tod seines Vorgängers automatisch ins Amt aufgerückt.